# Demîdiv, Jîdaciv
Demîdiv (în ucraineană Демидів) este un sat în comuna Bortnîkî din raionul Jîdaciv, regiunea Liov, Ucraina.

## Demografie
Componența lingvistică a localității Demîdiv
     Ucraineană (100%)
Conform recensământului din 2001, toată populația localității Demîdiv era vorbitoare de ucraineană (100%).